# Microrregión de los Gerais de Balsas
La microrregión de los Gerais de Balsas es una de las microrregiones del estado brasileño del Maranhão perteneciente a la mesorregión Sur Maranhense. Su población según el censo de 2010 es de 130.425 habitantes y está dividida en cinco municipios. Su población está formada por una mayoría de negros y mulatos 54.8, caboclos(mestizos de indios y blancos)23.5,blancos 21.4, asiáticos 0.2 e indígenas 0.1, habitaban la región 164 indígenas en 2010. Posee un área total de 36.503,111 km².

## Municipios
- Alto Parnaíba
- Balsas
- Feira Nova do Maranhão
- Riachão
- Tasso Fragoso

- Datos: Q2196740